# 海口湖
海口湖是一个位于中国湖北省阳新县的湖泊，面积约为9平方千米，平均水深约为1.3米。